# نيقولاي لاورسن
نيقولاي لاورسن (بالدنماركية: Nikolai Laursen) هو لاعب كرة قدم دنماركي في مركزي الوسط، ولد في 19 فبراير 1998 في فريدريكسبرغ في الدنمارك. شارك مع منتخب الدنمارك تحت 17 سنة لكرة القدم ومنتخب الدنمارك تحت 21 سنة لكرة القدم. أما مع النوادي، فقد لعب مع نادي آيندهوفن ونادي بروندبي.

## وصلات خارجية
- نيقولاي لاورسن على موقع قاعدة بيانات كرة القدم.إي يو (الإنجليزية)
- نيقولاي لاورسن على موقع Soccerway.com (الإنجليزية)
- نيقولاي لاورسن على موقع عالم كرة القدم.نت (الإنجليزية)
- نيقولاي لاورسن على موقع AS.com (الإسبانية)